# Podłużnik (wzgórze)
Podłużnik – wzgórze w południowo-zachodniej Polsce, we Wzgórzach Strzelińskich, na Przedgórzu Sudeckim.